# Gevlekte snoekforel
De gevlekte snoekforel (Galaxias maculatus) is een straalvinnige vissensoort uit de familie van snoekforellen (Galaxiidae). De wetenschappelijke naam van de soort is voor het eerst geldig gepubliceerd in 1842 door Jenyns.

## Kenmerken
Deze vissen hebben een slank en bijna bolrond lichaam met een stompe kop en een ver achterwaarts geplaatste rug- en aarsvin. De rug is olijfgrijs tot barnsteenkleurig. De lichaamslengte bedraagt maximaal 20 cm.

## Voortplanting
De eieren worden vastgezet aan planten en komen bij de eerstvolgende vloed uit. Daarna trekken de jonge visjes naar zee, waar ze de eerste 7 maanden doorbrengen, waarna ze de zoete wateren weer opzoeken.

## Verspreiding en leefgebied
Deze soort komt voor in Zuid-Australië, Nieuw-Zeeland, zuidelijk Zuid-Amerika, de zuidelijke Grote Oceaan en de zuidelijke Atlantische Oceaan. Ze komen afwisselend voor in zout en zoet water en zijn goed bestand tegen die snelle wisselingen.